# Lisboa: revista municipal
Lisboa, revista municipal, foi publicada pela Câmara Municipal de Lisboa entre 1979 e 1988, sob a direção de Orlando Martins Capitão, surgindo como seguimento da sua antecessora a Revista Municipal terminada em 1973.